# Добрият доктор
„Добрият доктор“ (на корейски: 굿 닥터; Gut Dakteo; на английски: Good Doctor) е южнокорейски сериал, с участието на Джу Уон, Мун Че-уон, Джу Санг-ук и Ким Мин-со. Излъчван по Кей Би Ес Ту от 5 август до 8 октомври 2013 г. всеки понеделник и вторник от 21:55 за 20 епизода.

## Сюжет
Учен с аутизъм е в центъра на противоречия относно неговата легитимност като лекар.

## Актьори
- Джу Уон – Пак Ши-он
- Мун Че-уон – Ча Юн-со
- Джу Санг-ук – Ким До-хан
- Ким Мин-со – Ю Че-кьонг

## Версии
- Добрият доктор, американски сериал от 2017 г., продуциран от ABC Signature и Sony Pictures Television за ABC, с участието на Фреди Хаймор.
- Добрият доктор, японски сериал от 2018 г., продуциран от Fuji Television, с участието на Кенто Ямадзаки, Юри Уено и Наохито Фуджики.
- Доктор Чудо, турски сериал от 2019 г., продуциран от MF Yapım за Fox, с участието на Танер Йолмез, Онур Туна и Синем Юнсал.